# Црква Светог Георгија у Драгинцу
Црква Светог Георгија у Драгинцу, насељеном месту на територији Града Лознице припада Епархији шабачкој Српске православне цркве. 
Данашња црква посвећена Светом Георгију, подигнута је 1939. године, а освећена 1965. године.
Раније је постојала црква брвнара саграђена пре 1735. године и друга црква брвнара грађена 1818. године. 